# Китов, Александр Сергеевич
Александр Сергеевич Китов (род. 27 июля 1968, Новокузнецк, Кемеровская область) — советский и российский хоккеист, нападающий. Российский тренер.

## Биография
Воспитанник новокузнецкого хоккея. Бо́льшую часть карьеры провёл в местном «Металлурге» (1985/86 — 1986/87, 1990/91 — 1997/98). Играл также за команды «Шахтёр» Прокопьевск (1987/88), СКА Новосибирск (1988/89 — 1989/90),
«Трактор» Челябинск (1989/90), «Металлург» Челябинск (1989/90) «Шахтёр» Прокопьевск (1992/93, 1993/94), «Сибруда» Таштагол (1994/95), «Металлург-2» Новокузнецк (1995/96, 1997/98, 1998/99).
Тренерскую карьеру начал в сезоне 1998/99 в ДЮСШ «Металлург». Со следующего года — в тренерском штабе «Металлурга-2», в 2001—2004 годах — главный тренер команды. В сезоне 2004/05 был назначен спортивным директором «Металлурга». С 17 декабря 2005 по 5 декабря 2006 года — главный тренер «Металлурга». В 2006—2008 годах — генеральный менеджер клуба. Тренер «Металлурга» с 24 ноября 2007 года по сезон 2008/09. Входил в тренерский штаб молодёжной сборной России на чемпионате мира 2010 года, где команда проиграла в четвертьфинале Швейцарии. В сезонах 2011/12 — 2012/13 — главный тренер команды МХЛ «Кузнецкие медведи». Перед сезоном 2013/14 вновь стал главным тренером «Металлурга». 4 октября покинул пост по соглашению сторон; команда к этому времени занимала последнее место в конференции. Через несколько дней был назначен спортивным директором клуба. С 7 декабря — тренер «Кузнецких медведей». С сезона 2014/15 по 4 января 2019 года — главный тренер команды. Перед сезоном 2017/18 был назначен на должность генерального менеджера «Металлурга», также являлся исполняющим обязанности генерального директора клуба, 12 декабря 2017 года вернулся на пост главного тренера «Кузнецких медведей». В 2019 году — спортивный директор «Металлурга». С 20 декабря 2019 года — главный тренер «Кузнецких медведей».
Окончил ВШТ при университете им. Лесгафта в 2006 году.
Брат Владимир (1970 — ?) также играл в хоккей.